# Surprise (Arizona)
Pour les articles homonymes, voir Surprise.
Surprise est une ville située dans le comté de Maricopa, dans l'État de l'Arizona au nord-ouest de Phoenix. Une explosion démographique a propulsé la population de 30 848 en 2000, à 85 914 en 2006 et 117 517 en 2010.

## Géographie

### Villes voisines
|         |          | Peoria                 |
| Buckeye | Surprise | Sun City West Sun City |
|         | Glendale | El Mirage              |

## Démographie
| 1970  | 1980  | 1990  | 2000   | 2010    | - |
| ----- | ----- | ----- | ------ | ------- | - |
| 2 427 | 3 723 | 7 122 | 30 848 | 117 517 | - |

## Source
- (en) Cet article est partiellement ou en totalité issu de l’article de Wikipédia en anglais intitulé « Surprise, Arizona » (voir la liste des auteurs).